# Elafitöarna
Elafitöarna, Elafitiska öarna eller Elafiterna (kroatiska: Elafitski otoci eller Elafiti) är en ögrupp i södra Kroatien. Den består av 13 öar och holmar som sträcker sig från Dubrovnik åt nordväst längs den adriatiska kusten. Ögruppens sammanlagda landyta uppgår till 30 km2. Endast de tre största öarna Šipan, Koločep och Lopud är permanent bebodda. Befolkningen på dessa uppgår tillsammans till omkring 850 invånare. Närheten till Dubrovnik samt ögruppens vackra stränder och vikar har gjort Elafitöarna till ett omtyckt turistmål.

## Namn
Ögruppens kroatiska namn, Elafiti, kommer från det gammalgrekiska ordet för hjort (doriska: ἔλαφος, elaphos). Under detta namn omnämns ögruppen för första gången i Naturalis Historia, en encyklopedi skriven på 100-talet av Plinius d.ä.

## Historia
Under republiken Dubrovnik lät flera adelsfamiljer uppföra sina sommarresidens på Elafitöarna.

## Huvudöar
Endast de tre största öarna är permanent bebodda. Dessa tre öar är förbundna med fastlandet och Dubrovnik via dagliga färjelinjer.
- Šipan som är den längsta och till ytan största ön i ögruppen (15,8 km2) har en befolkning på 436 invånare. På ön finns två bosättningar, Šipanska Luka och Suđurađ, som båda betjänas av Jadrolinijas färjelinjer.
- Koločep är den ö som ligger närmast Dubrovnik. Från hamnen i Gruž vid Dubrovnik är det 5 km till Koločep. Av lokalborna kallas ön Kalamoto. Ön har en befolkning på 294 invånare och på den tiden då ön styrdes av Republiken Ragusa (även kallad Republiken Dubrovnik) var den känd för sin skeppstillverkning. På ön finns sju förromanska kyrkor som uppfördes under de kroatiska kungarnas regeringstid på 900–1100-talet.
- Lopud är till ytan den näststörsta ön i ögruppen. Den ligger mellan Šipan och Koločep och är mest känd för sina fina sandstränder. Lopud erbjuder turistfaciliteter och här finns även hotell.

## Övriga öar och holmar
- Crkvina – Obebodd holme.
- Daksa – Obebodd holme. Redan på 1300-talet fanns här franciskanerklostret Heliga Sabina som övergavs i början av 1800-talet då Napoleons styrkor intog holmen och området. Senare blev holmen känd för den massaker som kom att kallas för Daksamassakern. I oktober 1944 avrättade jugoslaviska partisaner 48 framstående medborgare från Dubrovnik på Daksa.
- Goleč – Obebodd holme.
- Jakljan är en holme med ett rekreationscenter.
- Kosmeč – Obebodd holme.
- Mišnjak – Obebodd holme.
- Olipa är den västligaste holmen i ögruppen. Den har en fyr som ligger på den södra delen av holmen.
- Ruda – Obebodd holme.
- Sveti Andrija är en obebodd klippö med en rik fauna. Ön är ett fågelreservat. Här finns en fyr som uppfördes 1873 av de österrikisk-ungerska myndigheterna.
- Tajan – Obebodd holme.

Ibland räknas även ön Lokrum till Elafitöarna.

## Flora
Elafitöarna har skogar med terpentintall och cypresser som täcker de områden som inte odlats upp.

### Fotnoter
1. ↑  Runeberg.com
2. ↑  Dubrovniks turistförening